# Masacre de Bila Tserkva
La masacre de Bila Tserkva fue el asesinato en masa de judíos soviéticos durante las primeras fases de la invasión alemana de la Unión Soviética, cometido por uno de los Einsatzgruppen alemanes con la ayuda de auxiliares ucranianos y de miembros de la Wehrmacht, la matanza tuvo lugar en Bila Tserkva en la RSS de Ucrania, entre el 21 y 22 de agosto de 1941. Después de que toda la población adulta judía de Bila Tserkva fuera asesinada, varios funcionarios se quejaron de que unos 90 niños judíos habían quedado encerrados en un edificio abandonado y que iban a ser ejecutados por separado. Los soldados informaron del asunto a cuatro capellanes del Heer, quienes transmitieron sus protestas al mariscal de campo Walter von Reichenau; fue la única vez durante la Segunda Guerra Mundial que miembros de la Wehrmacht intentaron evitar una masacre del Einsatzgruppen, pero la orden verbal de Paul Blobel fue directa y decisiva.

## Descripción

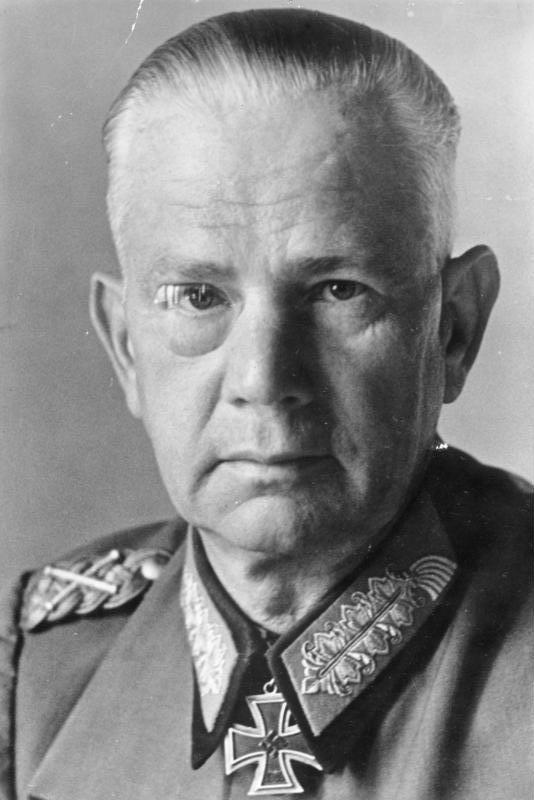
El general Walter von Reichenau, comandante del 6.º Ejército alemán.

En agosto de 1941, el general Walter von Reichenau, comandante del 6.º Ejército alemán, ordenó a sus hombres que ayudaran a los Einsatzgruppen y a los auxiliares ucranianos a matar a los judíos de Bila Tserkva. En el transcurso de los días siguientes, prácticamente toda la población judía adulta de Bila Tserkva fue asesinada. Todo lo que quedó fueron los niños y algunas de las mujeres, que fueron encerrados en una escuela a la espera de su ejecución.
Varios soldados, perturbados por el llanto de los niños y bebés de la escuela, preguntaron a sus capellanes qué hacer. Los dos capellanes adscritos a la 295.ª División de Infantería, el padre católico Ernst Tewes y el pastor luterano Gerhard Wilczek, visitaron la escuela. Estaban horrorizados por las condiciones en las que se encontraban los niños asustados y hambrientos. Los capellanes le pidieron al comandante del ejército local que liberara a los niños, pero él se negó. Tewes informó más tarde que «resultó ser un antisemita convencido». Junto con otros dos capellanes de la 295.ª División, enviaron una serie de cartas de protesta a personas en posiciones de autoridad pidiendo que se perdonara a los niños de Bila Tserkva. Los capellanes se ganaron al oficial de Estado Mayor, el teniente coronel Helmuth Groscurth, para su causa. Groscurth era hijo de un pastor y antinazi convencido, había sido el oficial de la Abwehr que había pasado información detallada sobre las órdenes criminales emitidas por el Alto Mando alemán para la Operación Barbarroja al opositor Ulrich von Hassell.

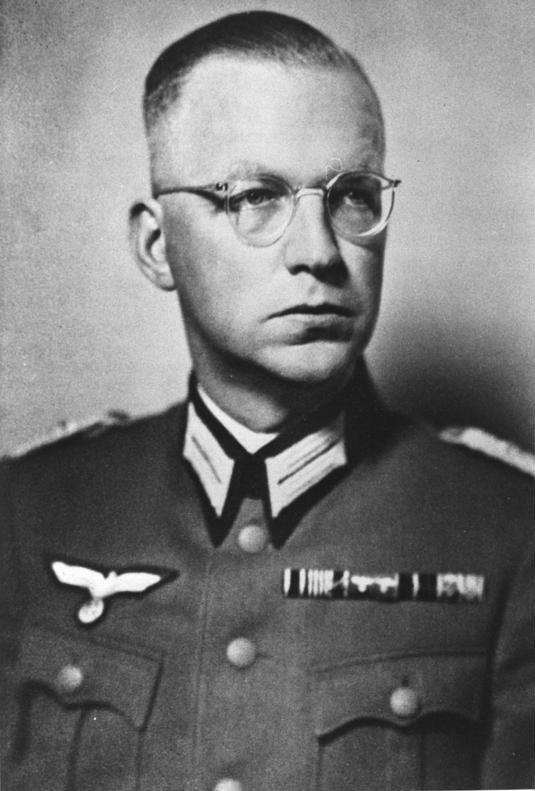
El teniente coronel Helmuth Groscurth

Groscurth, ordenó un aplazamiento de la masacre planeada de los niños. En áreas cercanas al frente, los Einsatzgruppen estaban bajo el mando del Ejército, por lo que cuando el coronel Groscurth ordenó al Standartenführer Paul Blobel que se retrasara la masacre, el líder local del Einsatzkommando no tuvo más remedio que obedecer, aunque le advirtió que informaría sobre su interferencia al Reichsführer de las SS, Himmler. Finalmente, el propio Von Reichenau intervino y ordenó que se llevaran a cabo las ejecuciones. Después de recibir una carta de protesta de los dos capellanes, Reichenau escribió en respuesta:

La conclusión del informe en cuestión contiene la siguiente frase: "En el caso en cuestión, se tomaron medidas contra mujeres y niños que en nada difieren de las atrocidades cometidas por el enemigo sobre las cuales las tropas están siendo continuamente informadas".  Tengo que calificar esta evaluación como incorrecta, inapropiada e impertinente en extremo. Además este comentario fue escrito en una comunicación abierta que pasa por muchas manos. Hubiera sido mucho mejor si el informe no se hubiera escrito en absoluto.
Walther von Reichenau 

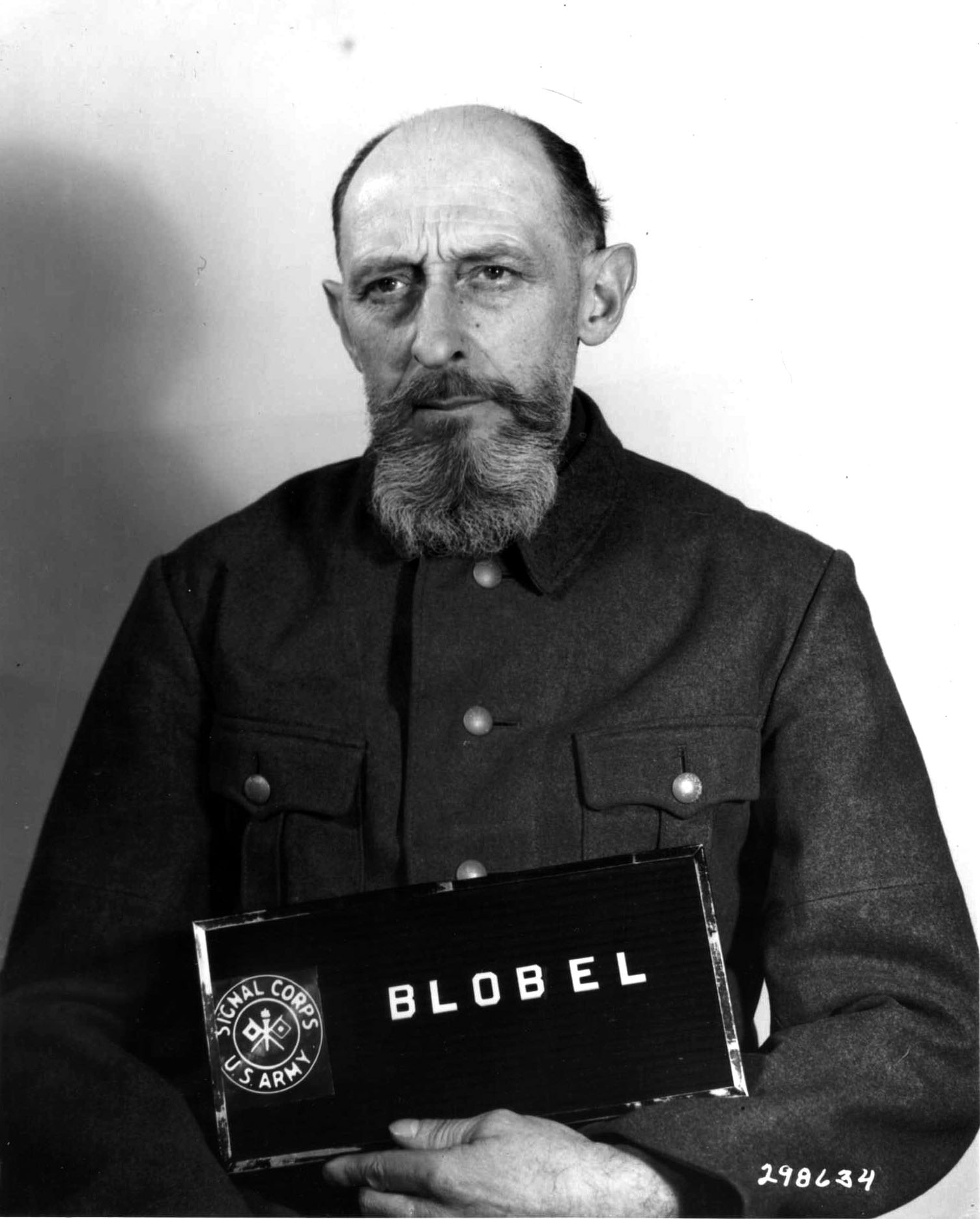
Paul Blobel comandante del 4.º Einsatzkommando del Einsatzgruppe C

Tewes recordó más tarde: «Todos los que queríamos salvar fueron fusilados. Debido a nuestra iniciativa, sucedió unos días más tarde de lo planeado». El SS-Obersturmführer August Häfner, que vio los asesinatos posteriores el 21 de agosto de 1941, testificó en su propio juicio de 1942 de la siguiente manera:

Fui al bosque solo. La Wehrmacht ya había cavado una tumba. Los niños fueron llevados en un tractor. No tuve nada que ver con este procedimiento técnico. Los ucranianos estaban de pie temblando. Los niños fueron bajados del tractor. Los alinearon a lo largo de la parte superior de la tumba y les dispararon para que cayeran en ella. Los ucranianos no apuntaron a ninguna parte del cuerpo en particular. Cayeron en la tumba. El llanto era indescriptible. Nunca olvidaré la escena a lo largo de mi vida. Me resulta muy difícil de soportar. Particularmente [sic] recuerdo a una pequeña niña rubia que me tomó de la mano. A ella también le dispararon más tarde... La tumba estaba cerca de un bosque. No estaba cerca del campo de tiro. La ejecución debe haber tenido lugar en la tarde alrededor de las 3:30 o 4:00. Tuvo lugar el día después de las discusiones en el Feldkommandanten... Muchos niños fueron disparados cuatro o cinco veces antes de morir.
August Häfner

Las protestas contra la masacre en Bila Tserkva fueron únicas por ser la primera y única vez, durante la guerra, en que los capellanes de la Wehrmacht intentaron evitar una masacre de los Einsatzgruppen. La historiadora estadounidense Doris Bergen escribió que los cuatro capellanes involucrados en la protesta sabían que los adultos judíos estaban siendo asesinados y protestaron solo cuando se enteraron de que se iba a disparar a los niños. Bergen observó además la «terrible ironía» de que un gesto de protesta sirvió aún más a los objetivos genocidas del régimen; los soldados que estaban preocupados por el llanto de los niños que esperaban su hora de morir sintieron que habían «resuelto» el problema «haciendo algo», es decir, apelando al padre Tewes y Wilczek, y no tenían más papel que desempeñar en este asunto.